# Лаухин, Пётр Иванович
Пётр Иванович Лаухин (1899 — 1967) — член Военного совета Тихоокеанского флота, генерал-майор береговой службы (1942).

## Биография
Являлся начальником политического отдела Военно-морского училища имени М. В. Фрунзе в 1937. 25 мая 1937 участвовал в заседании Военного совета при народном комиссаре обороны СССР. Затем член Военного совета Тихоокеанского флота. Летом 1941 вместе с контр-адмиралом Ф. И. Челпановым получил выговор по итогам десанта на острова Лункулансаари и Мантсинсаари.

### Звания
- дивизионный комиссар (2 января 1936);[3]
- корпусной комиссар (17 февраля 1938);[4]
- генерал-майор береговой службы (13 декабря 1942).

### Награды
- орден Ленина
- три ордена Красного Знамени (22.02.1938)

Могила Лаухина на Ново-Волковском кладбище Санкт-Петербурга.

- медаль «XX лет РККА» (22.02.1938)
- другие медали СССР